# Comme un mauvais souvenir
Pour plus de détails, voir Fiche technique et Distribution.
Comme un mauvais souvenir est un téléfilm franco-belge réalisé par André Chandelle, tourné en 2008, et diffusé le 3 octobre 2009 sur France 3.

## Synopsis
Condamné à 15 ans de prison pour pédophilie, Romain Garraud a purgé sa peine. Il contacte la fille de son ancien avocat, Jeanne Boissac, elle-même avocate, pour demander la révision de son procès. Il clame son innocence et il veut retrouver son fils qu'il avait dû confier à l'adoption lors de sa condamnation.
Tout l'entourage de Jeanne lui conseille de ne pas prendre cette affaire. Elle découvre qu'ils sont tous impliqués dans la condamnation de Garraud. Mais elle décide de rouvrir l'enquête.

## Fiche technique
- Réalisateur : André Chandelle
- Scénario : Brigitte Peskine, Emmanuelle Chopin et Daniel Tonachella
- Photographie : Louis-Philippe Capelle
- Musique : Willy Gouders
- Assistante réalisateur : Valérie Houdart
- Date de diffusion : 3 octobre 2009 sur France 3
- Genre : Film dramatique
- Durée : 90 minutes

## Distribution
- Christine Citti : Jeanne Boissac, avocate
- Bruno Putzulu : Romain Garraud
- Marianne Basler : Mathilde, juge d'instruction
- Serge Riaboukine : José Da Silva, commissaire de police
- Pascal Elso : Michel Boissac, le mari de Jeanne
- Lola Naymark : Isabelle, une ancienne élève de Romain
- Agnès Regolo : Sylvie Da Silva, la femme de José
- Léo Berman : Hugo Da Silva